# Parapachyloides fontanensis
Parapachyloides fontanensis is een hooiwagen uit de familie Gonyleptidae.